# Srirangapatna
Srirangapattana (en canarés: ಶ್ರೀರಂಗಪಟ್ಟಣ) (también transcrito Srirangapatna; anglicanizado como Seringapatam durante el dominio británico) es una ciudad de gran importancia religiosa, cultural e histórica localizada cerca de la ciudad de Mysore en el estado indio de Karnataka.
El 15 de abril de 2014 el conjunto «Monumentos de la ciudad isla Srirangapatna» fue inscrito en la Lista Indicativa de la India —paso previo a ser declarado Patrimonio de la Humanidad—, en la categoría de bien cultural (n.º. ref 5895).

## Ubicación

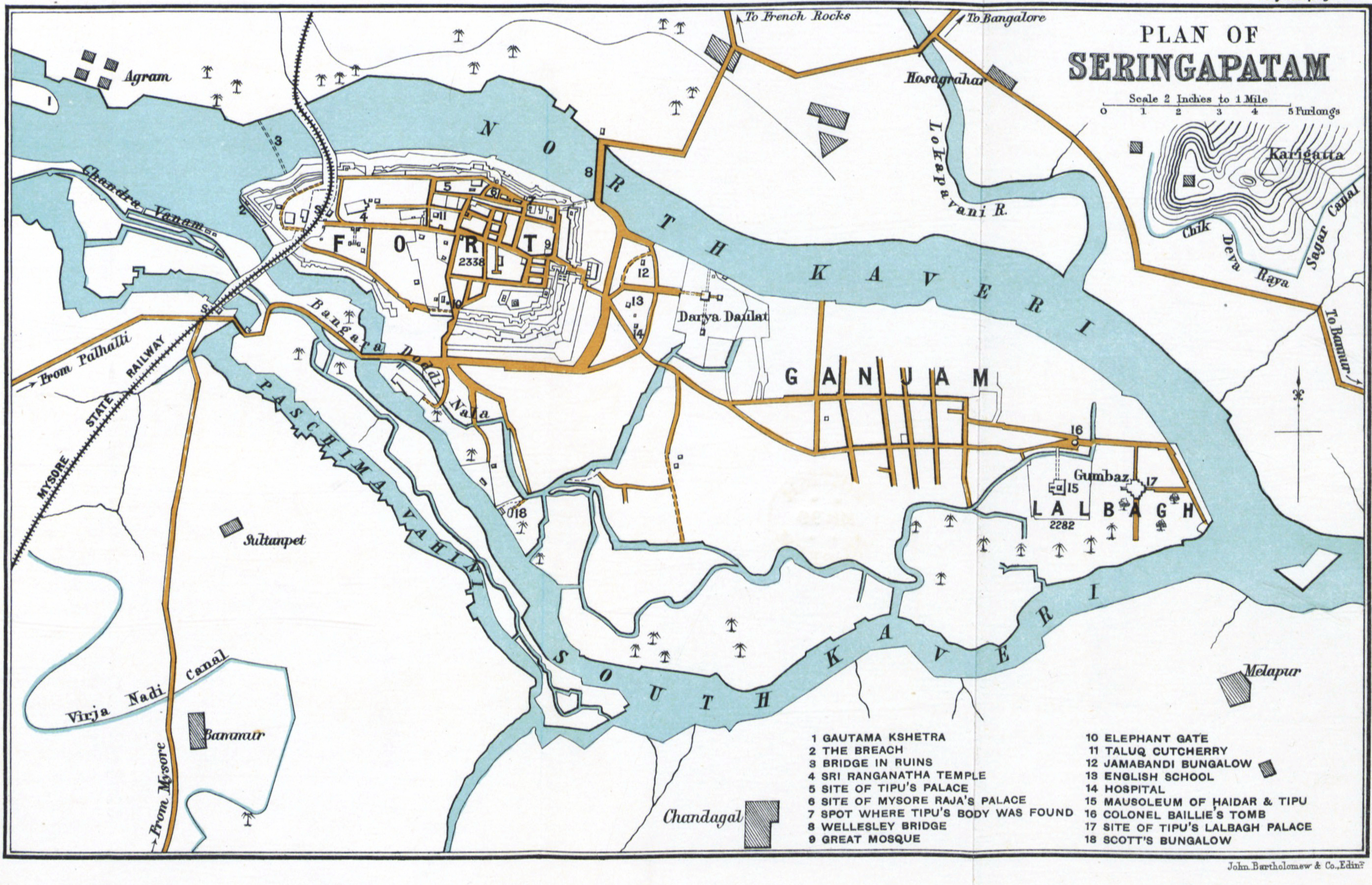
Planta de la ciudad (1897)

Situada a menos de 13 km de la ciudad de Mysore, Srirangapattana pertenece al distrito vecino de Mandya. Toda la ciudad está rodeada por dos brazos del río Kaveri, que forma una isla en ella. Mientras el brazo principal fluye por el este de la isla, el Paschima Vaahini, el otro segmento del río, lo hace por el oeste. 
A la ciudad se accede fácilmente por tren desde Bangalore y Mysore. También se llega bien por carretera desde un ramal que sale de carretera de Bangalore a Mysore. En su paso por la ciudad, la carretera tiene especial cuidado en el impacto sobre los monumentos existentes.
En 1799, en esta ciudad tuvo lugar la batalla de Srirangapatna, entre las tropas británicas y las del Sultán Fateh Ali Tipu.